# Jonny Jakobsen
Jonny Jakobsen (* 17. listopadu 1963 Malmö) je bývalý dánsko-švédský zpěvák stylu eurodance. Na začátku své kariéry vystupoval jako Johnny Moonshine, ale nejvíce se proslavil pod pseudonymem Dr. Bombay. Pod tímto jménem vydal v roce 1998 album Rice and Curry, obsahující hity Rice & Curry, Calcutta (Taxi Taxi Taxi) a SOS (The Tiger Took My Family). Následně vydal tři další alba pod jinými pseudonymy.

## Život
Jonny Jakobsen se narodil 17. listopadu 1963 ve Švédsku dánskému otci a švédské matce. Má čtyři sourozence (sestry Susanne, Vinni, Lis a bratr Niels) a jednoho syna (Jimmy Jakobsen). Než začal vystupovat jako zpěvák, působil jako taxikář v Kodani.

## Kariéra
Na začátku své kariéry vystupoval jako country zpěvák Johnny Moonshine. Pod tímto jménem vydal v roce 1995 album Johnny Moonshine & The Troubled Water Band.
Kvůli neúspěchu alba přešel k žánru eurodance, který byl v té době populární. Spojil se s producentem Robertem Uhlmannem a od roku 1998 používal jméno Dr. Bombay, což byl „indický taxikář, mystik, hráč na sitár, kuchař, zaklínač hadů a vášnivý fanoušek závodů na slonech“. Vystupoval v tradičních indických oděvech (tunika kurta, turban pagri) a s tmavými brýlemi.
O tři roky později vydal album Under the Kilt pod novým pseudonymem Dr. MacDoo (Skot) a v letech 2006 a 2007 vydal dvě nová alba jako Carlito (Mexičan).
V roce 2018 vydal ke dvacátému výročí nový singl Stockholm to Bombay, o rok později k němu zveřejnil hudební video.

## Alba
- Rice & Curry (1998, jako Dr. Bombay)
- Under the Kilt (2001, jako Dr. MacDoo)
- Fiesta (2006, jako Carlito)
- World Wild (2007, jako Carlito)